# Samuel Hood (2e baron Bridport)
Pour les articles homonymes, voir Hood et Samuel Hood.
Samuel Hood, 2e baron Bridport (7 septembre 1788 - 6 janvier 1868), de Redlynch House dans le Wiltshire, de Cricket House à Cricket St Thomas dans le Somerset et du 12 Wimpole Street à Westminster, est un homme politique et pair britannique.

## Famille
Il est né en 1788, le deuxième fils de Henry Hood, 2e vicomte Hood (1753-1836), chambellan de la maison de la reine Caroline, et de sa femme Jane Wheeler (c.1754-1847), fille et héritière de Francis Wheeler de Whitley Hall près de Coventry dans le Warwickshire, et de sa femme Jane Smith, une fille du banquier Abel Smith I (1686-1756).

## Formation et carrière politique
Il fait ses études au Trinity College de Cambridge et obtient une maîtrise en 1809. Il est député conservateur de Heytesbury dans le Wiltshire de 1812 à 1818.
En 1814, il succède à son grand-oncle sans enfant, l'amiral Alexander Hood (1er vicomte Bridport) (1726–1814) en tant que baron Bridport, sous le reste spécial de ce titre dans la pairie d'Irlande.

## Mariage et descendance
Le 3 juillet 1810, dans la paroisse de Marylebone, à Londres, il épouse Charlotte Mary Nelson (1787-1873), suo jure 3e duchesse de Bronté en Sicile (un titre italien), seule enfant survivante et héritière du révérend William Nelson, 1er comte Nelson, 2e duc de Bronté (1757–1835), recteur de Brandon Parva et plus tard de Hilborough, tous deux dans le Norfolk  frère aîné et héritier de l'amiral Horatio Nelson, 1er vicomte Nelson, 1er duc de Bronté, vainqueur de la bataille de Trafalgar. Par l'intermédiaire de sa femme, il hérite également du Castello di Nelson, un grand manoir construit par Horatio Nelson à grands frais, et de son vaste domaine entre Bronte et Maniace en Sicile  sur les contreforts nord-ouest de l'Etna, détenu par ses descendants jusqu'en 1982. De sa femme, il a neuf enfants.